# Słońce Majowe
Słońce Majowe (hiszp.: Sol de Mayo) – jeden z narodowych symboli Argentyny i Urugwaju, stanowiący zasadniczy element flag państwowych obydwu państw.
Majowe Słońce nawiązuje do wizerunku inkaskiego bóstwa solarnego Inti. Flaga Argentyny przedstawia owo słońce jako ludzką twarz z szesnastoma prostymi oraz z szesnastoma wygiętymi płonącymi promieniami. Flaga Urugwaju różni się tym, że słonecznych promieni jest po osiem z każdego rodzaju.
Nazwa Majowe Słońce nawiązuje do trwającej tydzień rewolucji majowej. Wydarzenia pomiędzy 18 a 25 maja 1810 r. doprowadziły do uzyskania niepodległości przez kraje wchodzące w skład hiszpańskiego Wicekrólestwa La Platy.  
Jako symbol  w 1813 r użyty na pierwszej argentyńskiej monecie o nominale 6 escudo.  

Majowe Słońce na fladze Argentyny, 1818
Majowe słońce na fladze Urugwaju, 1828
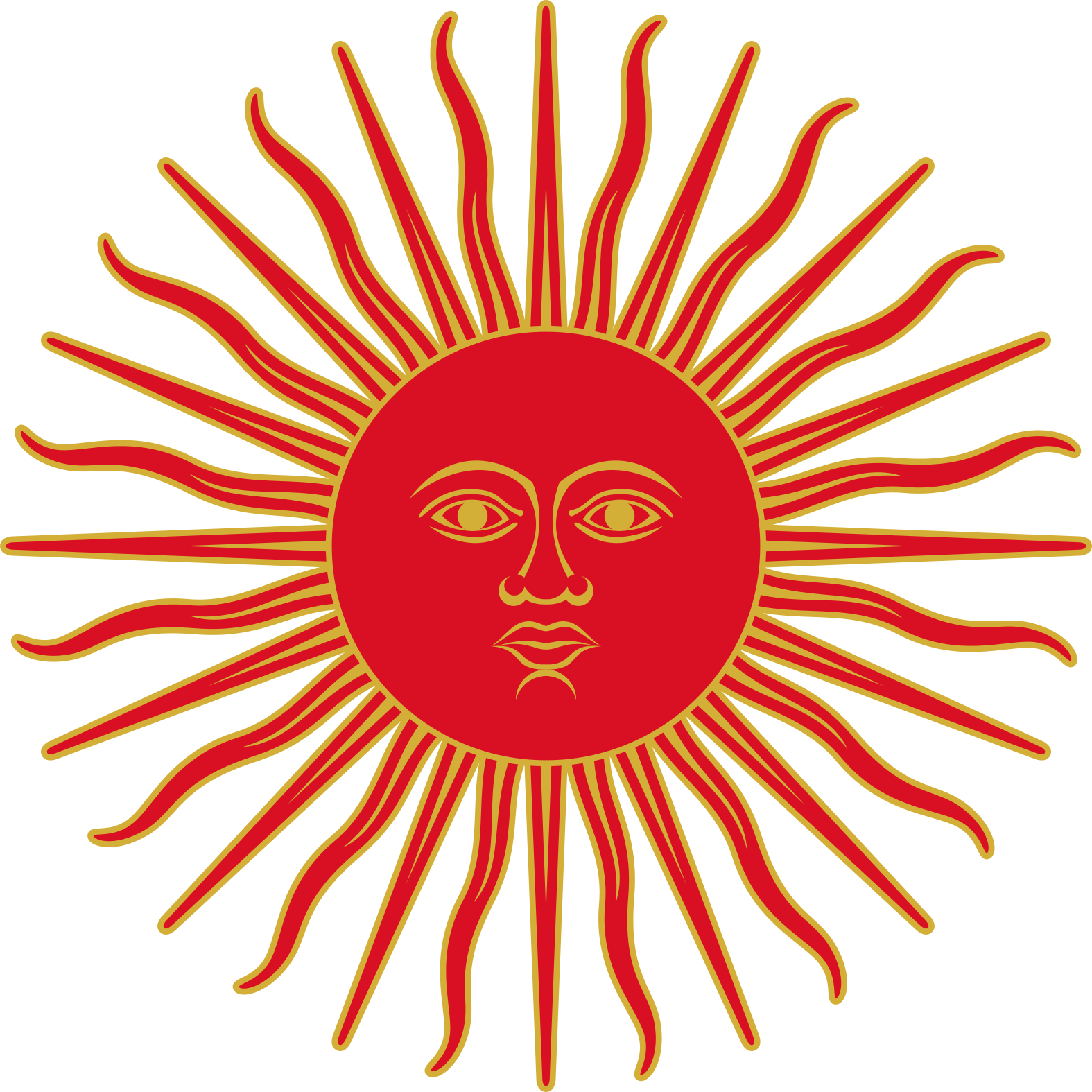
Słońce majowe na fladze peruwiańskiej, 1822
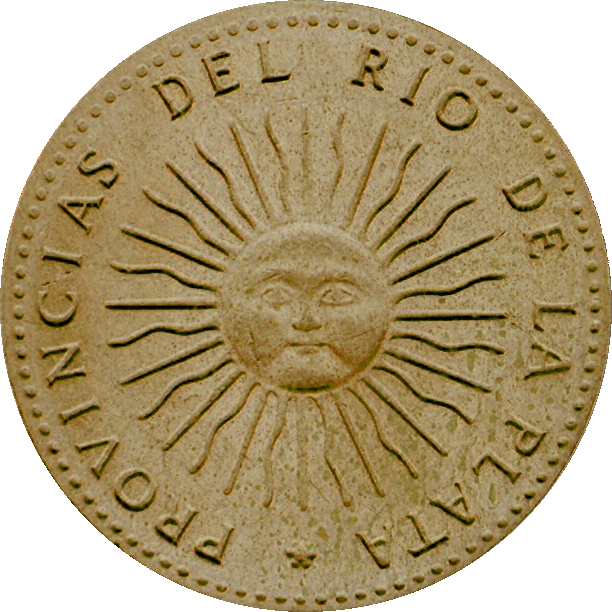
Rewers pierwszej monety argentyńskiej przedstawiającej majowe słońce